# Nils Björkman
Nils Karl Otto Björkman, född den 14 juni 1884 i Ulricehamn, död den 7 augusti 1966 i Göteborg, var en svensk ämbetsman.
Björkman avlade studentexamen 1902 och hovrättsexamen vid Uppsala universitet 1908. Han blev extra ordinarie notarie i Göta hovrätt sistnämnda år och genomförde tingstjänstgöring 1908–1910. Björkman var landskanslist och länsnotarie i Älvsborgs län 1910–1920, rådman i Vänersborg 1913–1920, sekreterare i drätselkammaren där 1912–1918 och i Älvsborgs läns landsting 1916–1920. Han var länsassessor i Göteborgs och Bohus län 1920–1935 och landssekreterare där 1935–1949. Björkman var allmänt ombud hos Göteborgs bank 1921–1933, sekreterare  i direktionen för Sankt Jörgens sjukhus 1921–1935, åt Chalmerska byggnadskommittén 1922–1930, åt Svenska hydrografisk-biologiska kommissionen 1930–1935, åt Göteborgs handelshögskola 1928–1935 och åt Göteborgs högskola från 1950 samt ordförande i taxeringsnämnd i Göteborg 1921–1935. Han blev riddare av Nordstjärneorden 1940 och kommendör av andra klassen av samma orden 1948.